# Missing You ~Time To Love~
Pour les articles homonymes, voir Missing You.
Singles de Nami Tamaki, Supernova (Choshinsei)
Omoide Ni Naru No?
(2010) Lady Mind
(2012)
Missing You ~Time To Love~ est le 5e single de Nami Tamaki sous le label Universal Music Japan, et le 20e en tout, il est sorti le 12 janvier 2011 au Japon. Ce single est une collaboration de Nami Tamaki avec Kwangsoo, Jihyuk, Geonil du groupe Supernova (Choshinsei). Il arrive 42e à l'Oricon, reste classé 2 semaines pour un total de 1 183 exemplaires vendus.
Missing You ~Time To Love~ est une reprise de la chanson coréenne TTL (Time to Love) du groupe T-ara et Supernova. Elle se trouve sur l'album Ready!.

## Liste des titres
Toutes les paroles sont écrites par Rhymer, Joosuc, Hwang Sung Jin.
| 1. | Missing You ~Time To Love~ feat.Kwangsoo, Jihyuk, Geonil                | Kim Do Hoon, Lee Sang Ho | 3:37 |
| 2. | Missing You ~Time To Love~ feat.Kwangsoo, Jihyuk, Geonil (U.F.S Remix)  | Kim Do Hoon, Lee Sang Ho | 4:45 |
| 3. | Missing You ~Time To Love~ feat.Kwangsoo, Jihyuk, Geonil (Instrumental) | Kim Do Hoon, Lee Sang Ho | 3:36 |